# Александровка (Воловский район, Липецкая область)
Алекса́ндровка — деревня Захаровского сельсовета Воловского района Липецкой области.

## История
Как крепостное селение возникла в XVIII в. Упоминается в документах 1778 г.

## Название
Название — по имени одного из членов семьи владельца.

## Население
| 2010 | 2012 |
| ---- | ---- |
| 106  | ↗127 |